# Sadirac
Sadirac [sadiʁak] ist eine französische Gemeinde mit 4.718 Einwohnern (Stand 1. Januar 2022) im Département Gironde in der Region Nouvelle-Aquitaine. Die Gemeinde liegt im Einzugsgebiet der Stadt Bordeaux.

## Geografie
Sadirac liegt im Südwesten Frankreichs im Gebiet Entre deux mers zwischen den Flüssen Garonne und Dordogne, 15 Kilometer südöstlich von Bordeaux, der Hauptstadt der Region Nouvelle-Aquitaine, und 5,3 Kilometer nordwestlich vom Kantonshauptort Créon, auf einer mittleren Höhe von 72 Metern über dem Meeresspiegel. Sadirac ist von den Nachbargemeinden Lignan-de-Bordeaux, Loupes, Saint-Genès-de-Lombaud, Madirac und Cénac umgeben. Das Gemeindegebiet hat eine Fläche von 19,11 Quadratkilometern und wird vom Flüsschen Pimpine durchquert.
Sadirac ist einer Klimazone des Typs Cfb (nach Köppen und Geiger) zugeordnet: Warmgemäßigtes Regenklima (C), vollfeucht (f), wärmster Monat unter 22 °C, mindestens vier Monate über 10 °C (b). Es herrscht Seeklima mit gemäßigtem Sommer.

## Bevölkerungsentwicklung
| Jahr                       | 1962 | 1968 | 1975 | 1982 | 1990 | 1999 | 2010 | 2017 |
| Einwohner                  | 921  | 1043 | 1206 | 2116 | 2899 | 3022 | 3501 | 4244 |
| Quellen: Cassini und INSEE |      |      |      |      |      |      |      |      |

## Politik
Sadirac gehört zum Kanton Créon im Arrondissement Bordeaux und zum Kommunalverband Créonnais.
Sadirac unterhält eine Partnerschaft mit der spanischen Gemeinde Cabrales.

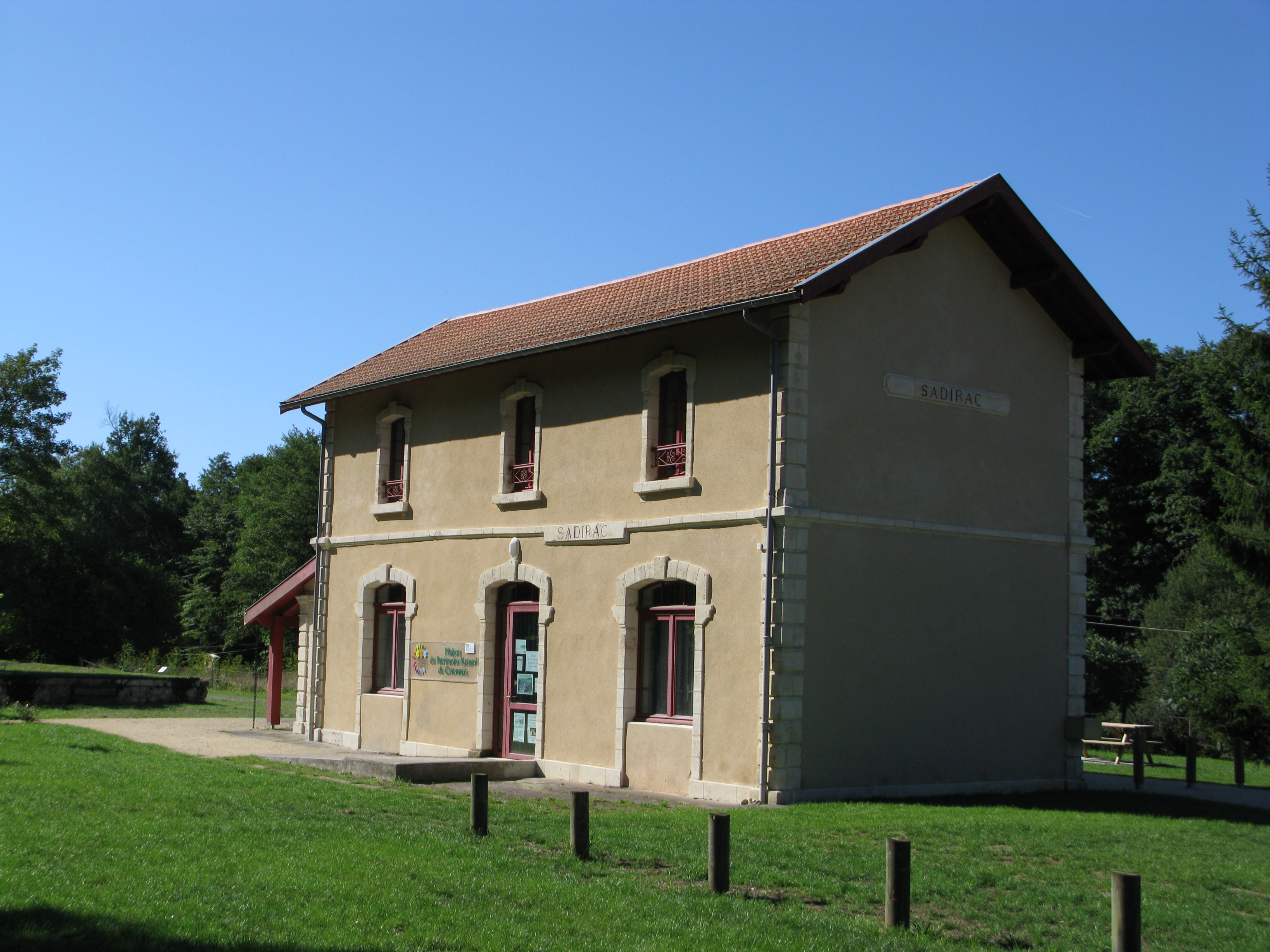
Ehemaliger Bahnhof

## Baudenkmäler
Siehe: Liste der Monuments historiques in Sadirac